# Нкетиа, Эдди
Э́двард Кедда́р Нке́тиа (англ. Edward Keddar Nketiah), или просто Э́дди Нке́тиа (англ. Eddie Nketiah; 30 мая 1999, Лондон, Англия) — английский футболист, нападающий клуба «Кристал Пэлас».

## Карьера
Родился в Лондоне. Свою карьеру начал в академии «Челси». В 2015 году был отчислен из клуба из-за низкого роста. В том же году присоединился к академии «Арсенала». Играл за команду в возрастных категориях до 18 лет и до 23 лет. В течение сезона 2016/17, Эдвард Нкетия забил 15 мячей в 16 матчах за команду до 18 лет, а также забил 12 мячей в 26 матчах за команду до 23 лет. После этого сезона, Нкетиа был вызван Арсеном Венгером для предсезонной поездки в Австралию и Китай.

### «Арсенал»
28 сентября 2017 года Нкетиа снова был вызван в основную команду «Арсенала», на матч Лиги Европы против БАТЭ. Он вышел на замену на 89-й минуте вместо Джо Уиллока. Его следующее появление произошло почти месяц спустя против «Норвич Сити» в Кубке Лиги Англии на замену на 85-й минуте. Оформил дубль. Это его первые голы за взрослую команду «Арсенала».

## Достижения
«Арсенал»
- Обладатель Кубка Англии: 2019/20
- Обладатель Суперкубка Англии (2): 2020, 2023

«Кристал Пэлас»
- Обладатель Кубка Англии: 2024/25

## Статистика выступлений

### Клубная
| Выступление      | Выступление      | Выступление      | Чемпионат | Чемпионат | Кубки | Кубки | Еврокубки | Еврокубки | Итого | Итого |
| Клуб             | Лига             | Сезон            | Игры      | Голы      | Игры  | Голы  | Игры      | Голы      | Игры  | Голы  |
| ---------------- | ---------------- | ---------------- | --------- | --------- | ----- | ----- | --------- | --------- | ----- | ----- |
| Арсенал (Лондон) | Премьер-лига     | 2017/18          | 3         | 0         | 2     | 2     | 5         | 0         | 10    | 2     |
| Арсенал (Лондон) | Премьер-лига     | 2018/19          | 5         | 1         | 2     | 0     | 2         | 0         | 9     | 1     |
| Арсенал (Лондон) | Премьер-лига     | 2019/20          | 13        | 2         | 4     | 2     | 0         | 0         | 17    | 4     |
| Арсенал (Лондон) | Премьер-лига     | 2020/21          | 17        | 2         | 4     | 1     | 8         | 3         | 29    | 6     |
| Арсенал (Лондон) | Премьер-лига     | 2021/22          | 21        | 5         | 6     | 5     | —         | —         | 27    | 10    |
| Арсенал (Лондон) | Премьер-лига     | 2022/23          | 30        | 4         | 3     | 3     | 6         | 2         | 39    | 9     |
| Арсенал (Лондон) | Премьер-лига     | 2023/24          | 25        | 5         | 2     | 0     | 2         | 0         | 29    | 5     |
| Арсенал (Лондон) | Итого            | Итого            | 114       | 19        | 23    | 13    | 23        | 5         | 160   | 37    |
| → Лидс Юнайтед   | Чемпионшип       | 2019/20          | 17        | 3         | 2     | 2     | —         | —         | 19    | 5     |
| → Лидс Юнайтед   | Итого            | Итого            | 17        | 3         | 2     | 2     | —         | —         | 19    | 5     |
| Всего за карьеру | Всего за карьеру | Всего за карьеру | 103       | 21        | 24    | 15    | 23        | 5         | 150   | 41    |